# Guglielmo Raimondo III Moncada
Guglielmo Raimondo III Moncada, surnommé « le Conquérant » (mort en 1398 à Lentini) est un noble sicilien, deux fois marquis de Malte, comte d'Augusta, comte de Novara.

## Origine familiale
Il appartient à la maison de Moncada, famille noble originaire de Catalogne, dont un rameau rejoint la Sicile en 1282. Il est le fils de Matteo Moncada, comte d'Adrano et de Giovanna Peralta di Castelabelotta. Il est aussi l'arrière-petit-fils de Guglielmo Raimondo I Moncada et de son épouse Lukina de Malte ancienne comtesse de Malte au début du XIVe siècle.

## Enlèvement deMarie Ire de Sicileet récompenses
Il soutient le parti de Martin Ier d'Aragon et de Pierre IV d'Aragon lors des troubles à la succession du roi Frédéric III de Sicile. C'est lui qui organise l'enlèvement de Marie Ire de Sicile au château Ursino à Catane le 23 janvier 1379 pour éviter son mariage projeté avec Jean Galéas Visconti. Guglielmo Raimondo Moncada la séquestre dans le château d'Augusta. De là elle fut conduite en Sardaigne, puis à Barcelone à la cour du roi Pierre IV, qui la marie à son neveu Martin le jeune le 29 novembre 1391 à Barcelone. Le couple parvient ensuite avec difficulté à reprendre le pouvoir en Sicile en 1392.
Pour son aide, Moncada reçoit plusieurs charges et titres après la victoire de Martin Ier de Sicile : il est fait conseiller royal et grand justicier du royaume. Il se voit attribuer Malte le 2 avril 1392, mais aussi le comté de Naro et le fief de Sortino. À cette occasion, Malte est élevé en marquisat, Guglielmo Raimondo Moncada est donc le premier marquis de Malte. Mais l'attribution de Malte fut de brève durée puisqu'à peine un an plus tard, le 5 juillet 1393, le nouveau pouvoir concède finalement l'archipel à Artale II Alagona, fils du défunt vicaire de Sicile qui avait pourtant combattu les Catalans. Cette nomination cherchait à fidéliser un baron puissant mais va sans doute aussi provoquer le ressentiment de Moncada, en dépit des terres qui lui sont concédées en échange de cette perte.

## Rébellion
Malgré avoir reçu les îles maltaises, Artale II Alagona se rebelle à nouveau contre le roi. Par rétorsion, l'archipel maltais lui est retiré pour être rendu à Moncada le 15 janvier 1396. Mais cette restitution ne semble pas avoir assagi Moncada qui se rebelle lui aussi contre le pouvoir royal en janvier 1397. Battu, ses possessions lui sont destituées le 16 novembre 1397.
Il meurt un an plus tard en 1398.

## Mariage et descendance
Il épouse en premières noces le 3 septembre 1367, Beatrice Alagona, fille de Giovanni Alagona et d'Isabella Palizzi (fille de Matteo Palizzi). Elle lui apporte une dot de 1200 onces. Pour son mariage, son père Matteo Moncada lui offre le comté d'Augusta. De cette union naissent cinq enfants : Matteo, Giovanni, Isabella, Giovanna et Eleonora.
Il épouse ensuite Stefania qui lui donne un fils, Guglielmo Raimondo IV Montecateno qui sera son héritier universel.